# 武湖街道
武湖街道，是中华人民共和国湖北省武汉市黄陂区下辖的一个乡镇级行政单位。

## 行政区划
武湖街道下辖以下地区：
五通口社区、江咀村、立山头村、大木村、庙咀村、下庙村、高车畈村、胜海村、上畈村、大桥村、下畈村、肖湾村、熟地村、张湾村、毛店村、扇子湖村、窑头村、沙河村、胡墩村、新建村、黄咀村、五七村和五通口村。